# Endressia pyrenaica
Endressia pyrenaica är en växtart i släktet Endressia och familjen flockblommiga växter.
Arten är en perenn ört som förekommer i östra Pyreneerna. Den beskrevs först som Meum pyrenaicum av Jacques Étienne Gay och Augustin Pyrame de Candolle 1830, och fick sitt nu gällande namn av samme Gay 1832.